# فینال جام حذفی فوتبال انگلستان ۱۹۰۲
فینال جام حذفی فوتبال انگلستان ۱۹۰۲، رقابت پایانی جام حذفی فوتبال انگلستان در سال ۱۹۰۲ میلادی است که مابین دو تیم باشگاه فوتبال شفیلد یونایتد و باشگاه فوتبال ساوت‌همپتون در کریستال پالاس لندن برگزار شده‌است.
این مسابقه که در تاریخ ۱۹ آوریل ۱۹۰۲ انجام شده‌است با نتیجه ۱ بر ۱ به پایان رسید.
در بازی تکراری که در ۲۶ آوریل ۱۹۰۲ برگزار شد باشگاه فوتبال شفیلد یونایتد با نتیجه دو بر یک به پیروزی رسید.